# Нельсон (провинция, Новая Зеландия)
Провинция Нельсон была основана в 1853 году в соответствии с конституционным актом Новой Зеландии 1852 года и первоначально охватывала верх Южного острова, включая все современные районы Буллер, Каикоура, Марлборо и Тасман, а также город Нельсон, район Грей к северу от реки Грей, район Хурунуи к северу от реки Хурунуй. Она была уменьшена в размере в результате создания провинции Марлборо в ноябре 1859 года, а затем упразднена в 1876 году вместе со всеми провинциями Новой Зеландии.

## Территория
Первоначально провинция Нельсон охватывала весь север Южного острова. 1 ноября 1859 года провинция Марлборо откололась от провинции Нельсон, поскольку большую часть доходов Совет провинции получал от продажи земли в регионе Марлборо, но средства тратились в основном на нужды региона Нельсон. Продажи земли в Нельсоне и Марлборо принесли Совету провинции Нельсон 33 000 фунтов стерлингов и 160 000 фунтов стерлингов соответственно. Из общей суммы на благо региона Марлборо были потрачены 200 фунтов стерлингов. Существовал значительный конфликт между политикой суперинтенданта Джона Перри Робинсона по поддержке мелких землевладельцев и целями крупных скотовладельцев в долине Вайрау. Закон о новых провинциях 1858 года позволял отделить часть провинции, если территория была достаточно большой, и многие избиратели поддержали такой шаг. Петиция была подписана почти всеми поселенцами Вайрау; против набралось лишь шесть голосов. Об образовании новой провинции Мальборо было объявлено 4 октября 1859 года.
На перспективу, к провинции Марлборо отошли и районы Нельсона, которые позже образовались в результате административного урегулирования в 1876 году в пяти административных районах: Бленем, покрывающий 17,7 км² (6,8 миль2); Пиктон, покрывающий 4,2 км² (1,6 миль2); Каикоура, охватывающий 2 348 км² (907 миль2); и Марлборо, охватывающий 10 478 км² (4046 миль2), который включает в себя бывший округ Саундс, объединившийся с округом Марлборо до 1913 года из-за немногочисленного населения, с целью в будущем сформировать свой собственный окружной совет.

## История
Совет провинции Нельсон был создан и насчитывал в своем составе пятнадцать членов. Сама провинция была поделена на семь избирательных округов для выборов суперинтенданта и членов совета провинции. Это районы: город Нельсон, пять членов; пригородные районы, один член; восточный район Ваими, два члена; западный район Ваими, один член; южный район Ваими, два члена; Мотуэка и район залива Massacre, два члена; округ Вайрау, два члена.
В выборах первого суперинтенданта Нельсона участвовали три кандидата; Эдвард Стаффорд, Фрэнсис Джоли и Джон Уоринг Сакстон. Выборы состоялись 1 августа 1853 года и привели к тому, что Эдвард Стаффорд стал первым суперинтендантом Нельсона. Окончательные результаты выборов гласили: Стаффорд (251), Сакстон (206) и Джоли (130). Эдвард Стаффорд запомнился тем, что его система бесплатного, светского и обязательного образования стала образцом для Новой Зеландии. Позже эта «система Нельсона» была введена во всех государственных начальных школах в 1877 году.
Город Нельсон был назначен резиденцией правительства, и 26 августа 1859 года суперинтендант Джон Перри Робинсон заложил первый камень в здание правительства провинции в Нельсоне. Здание располагалось на площади Альбион на Бридж-стрит. Оно был спроектировано приглашенным архитектором Максвеллом Бери, и он смоделировал его в Астон Холле недалеко от Бирмингема. В то время как Астон Холл был построен из камня, правительственные здания возвели из дерева. В итоге, в течение нескольких лет они разрушились и опустели. После многочисленных споров, их снесли в 1969 году. Сейчас на их месте стоит здание окружного суда Нельсона.
Во время Первой войны в Таранаки в 1860 году около 1200 поселенцев из Таранаки, включая женщин и детей, были переселены в Нельсон. Совет провинции финансировал строительство коттеджей, известных как «Дома Таранаки», для проживания беженцев. После прекращения военных действий беженцам предложили вернуться обратно в Таранаки, большинство воспользовалось этим предложением, но некоторые решили остаться в Нельсоне.
В период с 1853 по 1873 год территория, которая позже стала округом Грей, управлялась и как часть провинции Нельсон, и как часть провинции Кентербери (часть Кентербери была переведена во вновь созданную провинцию Уэстленд в 1873 году). Граница между провинциями была установлена как линия от истока реки Хурунуи до озера Браннер во времена, когда район был практически необитаем. Но золотая лихорадка Западного побережья охватила и территорию границы, создав при этом демографический бум. В 1866 году возникло предложение аннексировать участки в провинции Кентербери, включая город Греймут и сельскую местность на юге, и поставить под контроль и управление исключительно провинции Нельсон.

### Упразднение
Провинция Нельсон была упразднена в соответствии с Законом об упразднении провинций 1876 года, а с 1 января 1877 года её прежние округа управлялись рядом вновь образованных районов и округов.
| Округ / Район    | Учреждён | Упразднён | Площадь     | Управление | Изменения |
| ---------------- | -------- | --------- | ----------- | ---------- | --- |
| Район Амури      | 1876     | 1989      | 11 000 км²  | Кулверден  | Объединён в регион Хурунуи |
| Район Буллер     | 1876     | 1989      | 15 000 км²  | Уэстпорт   | Объединён в регион Буллер |
| Район Шевиот     | 1876     | 1989      | 847,28 км²  | Шевиот     | Объединён в регион Хурунуи |
| Район Коллингвуд | 1876     | 1956      |             |            | В 1903 году правительство Новой Зеландии проголосовало за сокращение первоначального района Коллингвуд до его западной части Аорере, а с апреля 1904 года восточная область стала районом Такака. Два района были Объединёны в 1956 году, чтобы образовать район Голден Бэй, который объединился в регион Тасман в 1989 году. |
| Район Грей       | 1876     | 1989      | 4 091 км²   | Греймут    | Объединён вместе с городом Греймут, чтобы сформировать округ Грей |
| Район Инангауа   | 1876     | 1989      | 2 440,8 км² | Рифтон     | Объединён в регион Буллер |
| Округ Мотуэка    | 1900     | 1989      | 47,9 км²    | Мотуэка    | Объединён в регион Тасман |
| Округ Мерчисон   | 1876     | 1989      |             | Мерчисон   | Объединён в регион Тасман |
| Округ Ричмонд    | 1891     | 1989      | 10,52 км²   | Ричмонд    | Объединён в регион Тасман |
| Район Такака     | 1904     | 1956      |             | Такака     | Создан в восточной части первоначального района Коллингвуд в 1904 году. Повторно объединился с районом Коллингвуд, чтобы сформировать район Голден Бэй, который объединился в регион Тасман в 1989 году. |
| Район Ваими      | 1876     | 1989      | 7 547 км²   | Ричмонд    | Объединён в регион Тасман |
| Округ Уэстпорт   | 1873     | 1989      | 3,44 км²    | Уэстпорт   | Объединён в регион Буллер |

## День годовщины
Законодательство Новой Зеландии предусматривает праздничный день в честь годовщины каждой провинции
| Провинция | Включает                                          | Фактический день праздника | День соблюдения праздника                |
| --------- | ------------------------------------------------- | -------------------------- | ---------------------------------------- |
| Нельсон   | Нельсон, Тасман, Буллер и часть Севера Кентербери | 1 февраля                  | Ближайший к фактической дате понедельник |

## Суперинтенданты
В провинции Нельсон было четыре суперинтенданта:
| № | с               | до             | Суперинтендант      |
| - | --------------- | -------------- | ------------------- |
| 1 | 1 августа 1853  | Сентябрь 1856  | Эдвард Стаффорд     |
| 2 | 12 декабря 1856 | 28 января 1865 | Джон Перри Робинсон |
| 3 | март 1865       | 4 февраля 1867 | Альфред Сондерс     |
| 4 | апрель 1867     | 1 января 1877  | Освальд Кертис      |

## Избиравшиеся члены
| Имя                           | с              | до              | Электорат                |
| ----------------------------- | -------------- | --------------- | ------------------------ |
| Актон Адамс                   | 1873           | 1876            | Нельсон                  |
| Джон Барникоат                | 1853           | 1861            |                          |
| Уильям Колли                  | 1853           | 1854            | Ваими                    |
| Освальд Кертис                | 1857           | 1867            |                          |
| Натаниэль Эдвардс             | 1868           | 1869            | Нельсон                  |
| Натаниэль Эдвардс             | 1875           | 1876            | Нельсон                  |
| Джордж Хорн                   | 1868           | 1869            | Грей                     |
| Джозеф Ивесс                  | 21 января 1873 | 31 октября 1876 | Инангауа                 |
| Карл Фридрих Кристиан Келлинг | 1862           | 1869            | Moutere                  |
| Карл Фридрих Кристиан Келлинг | 1869           | 1873            | Запад Ваими              |
| Федор Келлинг                 | 1857           | 1876            | Восток Ваими             |
| Дэвид Лаки                    | 1869           | 1873            |                          |
| Джеймс Маккей                 | 1857           | 1861            | Нельсон                  |
| Чарльз Паркер                 | 1853           | 1857            | Motueka and Massacre Bay |
| Альберт Питт                  | 1867           | 1876            | Нельсон                  |
| Ричард Ривз                   | 28 апреля 1876 | 31 октября 1876 | Грей                     |
| Джеймс Кроу Ричмонд           |                |                 |                          |
| Джон Перри Робинсон           | 1853           | 1865            | Motueka and Massacre Bay |
| Уильям Робинсон               | 5 октября 1857 | 2 апреля 1859   | Амури                    |
| Эндрю Резерфорд               | 1869           | 1871            | Амури                    |
| Альфред Сондерс               | 1855           | 1865            | Восток Ваими             |
| Джон Шарп                     |                |                 | Восток Ваими             |
| Джон Шарп                     |                |                 | Амури                    |
| Эдвард Стаффорд               | 1 августа 1853 | сентябрь 1856   |                          |
| Сэмюэл Стивенс                | 19 июня 1854   | 26 июня 1855    | город Нельсон            |
| Уильям Траверс                | 1853           | 1854            | город Нельсон            |
| Томас Генри Уигли             |                |                 |                          |

## Смежные провинции
- Марлборо — на северо-востоке
- Кентербери — на юго-востоке
- Уэстленд — на юго-западе